# Przybyłów (Zgierz)
Przybyłów – jednostka pomocnicza gminy (osiedle) w Zgierzu położone w północno-centralnej części miasta.

## Lokalizacja
Granice Osiedla Przybyłów stanowią tory kolejowe linii Zgierz – Kutno na odcinku od rzeki Bzury do ulicy Piątkowskiej, następnie granica biegnie ulicą Piątkowską, tyłami działek od ulicy Józefa Piłsudskiego, brzegiem stawu i rzeką Bzurą do przecięcia z torem kolejowym linii Zgierz – Kutno.

## Historia
Przybyłów powstał w latach 30. XIX w. jako dzielnica mieszkaniowa dla robotników prężnie rozwijających się  manufaktur włókienniczych, które licznie powstawały na Nowym Mieście.

## Adres Rady Osiedla
Osiedle Przybyłów w Zgierzu
95-100 Zgierz, ul. Słowackiego 6